# تونيا إدواردز
تونيا إدواردز (بالإنجليزية: Tonya Edwards)‏ مواليد 13 مارس 1968 في فلينت، هي لاعبة كرة سلة أمريكية سابقة أصبحت مدربة مساعدة. بدأت مسيرتها الاحترافية في سنة 1999. تم اختيارها من قبل فريق مينيسوتا لينكس خلال الدرافت. وهي مدربة مساعدة لفريق لوس أنجلوس سباركس في دوري الاتحاد الوطني لكرة السلة النسائية. يبلغ طولها 5 قدم 10 بوصة (1.8 م). اعتزلت اللعب في 2002. فازت بلقب دوري المحترفات.

## المسيرة الاحترافية
لعبت مع مينيسوتا لينكس في سنة 1999، ثم لعبت مع فينيكس ميركوري في موسم 2000–2001، ثم لعبت مع شارلوت ستينغ في موسم 2001–2002.

## روابط خارجية
- تونيا إدواردز على موقع الاتحاد الوطني لكرة السلة النسائية (الإنجليزية)
- تونيا إدواردز على موقع كلية كرة السلة في سبورتس رفرنس.كوم (الإنجليزية)
- تونيا إدواردز على موقع بروبوليرز (الإنجليزية)
- تونيا إدواردز على موقع سبورتس رفرنس (الإنجليزية)
- تونيا إدواردز على موقع سبورتس رفرنس (الإنجليزية)
- تونيا إدواردز على موقع كلية كرة السلة في سبورتس رفرنس.كوم (الإنجليزية)